# Pellenberg
Pellenberg est une section de la commune belge de Lubbeek située en Région flamande dans la province du Brabant flamand. C'était une commune à part entière avant la fusion des communes de 1977.

## Évolution démographique
- Sources : INS, Rem. : 1831 jusqu'en 1970 = recensements, 1976 = nombre d'habitants au 31 décembre.

## Personnalités liées
- André de Ryckman de Winghe (1795-1869), homme politique, bourgmestre de Pellenberg de 1827-1841.